# Thermochoria jeanneli
Thermochoria jeanneli – gatunek ważki z rodziny ważkowatych (Libellulidae).